# Municipio de Belmont (Illinois)
El municipio de Belmont (en inglés: Belmont Township) es un municipio ubicado en el condado de Iroquois en el estado estadounidense de Illinois. En el año 2010 tenía una población de 2610 habitantes y una densidad poblacional de 27,74 personas por km².

## Geografía
El municipio de Belmont se encuentra ubicado en las coordenadas 40°43′47″N 87°42′30″O / 40.72972, -87.70833. Según la Oficina del Censo de los Estados Unidos, el municipio tiene una superficie total de 94.08 km², de la cual 94,08 km² corresponden a tierra firme y (0 %) 0 km² es agua.

## Demografía
Según el censo de 2010, había 2610 personas residiendo en el municipio de Belmont. La densidad de población era de 27,74 hab./km². De los 2610 habitantes, el municipio de Belmont estaba compuesto por el 96,51 % blancos, el 0,54 % eran afroamericanos, el 0,19 % eran amerindios, el 0,5 % eran asiáticos, el 0,96 % eran de otras razas y el 1,3 % eran de una mezcla de razas. Del total de la población el 2,87 % eran hispanos o latinos de cualquier raza.